# Chlotrudis Awards/Bestes adaptiertes Drehbuch
Seit 2001 wird bei den Chlotrudis Awards das Beste adaptierte Drehbuch bzw. dessen Autor geehrt.
| Statistik                                         | |
| Am häufigsten honorierter Drehbuchautor           | – |
| Am häufigsten nominierter Drehbuchautor           | Fran Walsh, Philippa Boyens, Peter Jackson, Alexander Payne, Paul Thomas Anderson und Nikolaj Arcel sowie Debra Granik und Anne Rosellini (je zweimal) |
| Am häufigsten nominierter Drehbuchautor ohne Sieg | Paul Thomas Anderson sowie Nikolaj Arcel (zwei Nominierungen)                                                                                          |

## Ausgezeichnete Drehbuchautoren
| Jahr | Preisträger                                                                                | Film                                                 | Weitere Nominierte |
| ---- | ------------------------------------------------------------------------------------------ | ---------------------------------------------------- | --- |
| 2001 | Mary Harron / Guinevere Turner                                                             | American Psycho                                      | Claire Denis und Jean-Paul Fargeau für Der Fremdenlegionär Hubert Selby und Darren Aronofsky für Requiem for a Dream Julie Taymor für Titus Stephen Gaghan für Traffic – Macht des Kartells Daniel Reitz und Jon Shear für Urbania Sofia Coppola für The Virgin Suicides                                                      |
| 2002 | Fran Walsh, Philippa Boyens, Peter Jackson Publikumspreis: Terence Davies                  | Der Herr der Ringe: Die Gefährten Haus Bellomont     | Daniel Clowes und Terry Zwigoff für Ghost World John Cameron Mitchell für Hedwig and the Angry Inch Robert Festinger und Todd Field für In the Bedroom Christopher Nolan für Memento |
| 2003 | Andrew Bovell Publikumspreis: Fran Walsh, Philippa Boyens, Stephen Sinclair, Peter Jackson | Lantana Der Herr der Ringe: Die zwei Türme           | Marina de Van und François Ozon für 8 Frauen Michael Haneke für Die Klavierspielerin Erin Cressida Wilson und Steven Shainberg für Secretary |
| 2004 | Shari Springer Berman / Robert Pulcini                                                     | American Splendor                                    | Don Coscarelli für Bubba Ho-Tep Daniel McIvor für Marion Bridge Liana Dognini und Lynne Ramsay für Morvern Callar Rose Troche für The Safety of Objects Craig Lucas für The Secret Lives of Dentists Billy Ray für Shattered Glass Niki Caro für Whale Rider                                                                  |
| 2005 | Guy Maddin / George Toles                                                                  | The Saddest Music in the World                       | Krzysztof Kieślowski für Big Animal Michael Cunningham für Ein Zuhause am Ende der Welt José Rivera für Die Reise des jungen Che Alexander Payne und Jim Taylor für Sideways Yōji Yamada und Yoshitaka Asama für Samurai der Dämmerung Kim Dae-woo, Kim Hyeon-jeong und Lee Je-yong für Scandal – Joseon namnyeo sangyeoljisa |
| 2006 | Larry McMurtry / Diana Ossana                                                              | Brokeback Mountain                                   | Dan Futterman für Capote Gregg Araki für Mysterious Skin – Unter die Haut Hwang Jo-yun, Lim Chun-hyeong, Lim Joon-hyung und Park Chan-wook für Oldboy Jun Ichikawa für Tony Takitani |
| 2007 | Frank Cottrell Boyce                                                                       | A Cock and Bull Story                                | Richard Linklater für A Scanner Darkly – Der dunkle Schirm Tony Grisoni für Brothers of the Head Alan Bennett für Die History Boys – Fürs Leben lernen Todd Field und Tom Perrotta für Little Children Emmanuel Carrère für La Moustache                                                                                      |
| 2008 | Sarah Polley                                                                               | An ihrer Seite                                       | Ronald Harwood für Schmetterling und Taucherglocke Ethan und Joel Coen für No Country for Old Men Vincent Paronnaud und Marjane Satrapi für Persepolis Paul Thomas Anderson für There Will Be Blood |
| 2009 | John Ajvide Lindqvist                                                                      | So finster die Nacht                                 | Jean-François Halin, Michel Hazanavicius und Jean Bruce für OSS 117 – Der Spion, der sich liebte Maureen Medved für The Tracey Fragments Lucía Puenzo für XXY |
| 2010 | Geoffrey Fletcher                                                                          | Precious – Das Leben ist kostbar                     | Maurizio Braucci, Ugo Chiti, Gianni Di Gregorio, Matteo Garrone, Massimo Gaudioso und Roberto Saviano für Gomorrha – Reise in das Reich der Camorra Tony Burgess für Pontypool Laurent Cantet, Robin Campillo und François Bégaudeau für Die Klasse Nick Hornby für An Education                                              |
| 2011 | Debra Granik / Anne Rosellini                                                              | Winter’s Bone                                        | Robert Harris und Roman Polański für Der Ghostwriter Jez Butterworth und John-Henry Butterworth für Fair Game – Nichts ist gefährlicher als die Wahrheit Nikolaj Arcel und Rasmus Heisterberg für Verblendung David Lindsay-Abaire für Rabbit Hole                                                                            |
| 2012 | Alexander Payne, Nat Faxon, Jim Rash                                                       | The Descendants – Familie und andere Angelegenheiten | Gwyn Lurie und Gary Marks für The Music Never Stopped Richard Ayoade für Submarine Carolyn S. Briggs und Tim Metcalfe für Higher Ground – Der Ruf nach Gott Mona Achache für Die Eleganz der Madame Michel |
| 2013 | Stephen Chbosky                                                                            | Vielleicht lieber morgen                             | Lucy Alibar und Benh Zeitlin für Beasts of the Southern Wild Tracy Letts für Killer Joe Ben Lewin für The Sessions – Wenn Worte berühren David O. Russell für Silver Linings |
| 2014 | James Franco / Matt Rager                                                                  | As I Lay Dying                                       | Steve Coogan und Jeff Pope für Philomena Don Coscarelli für John Dies at the End David Gordon Green für Prince Avalanche Scott Neustadter und Michael H. Weber für The Spectacular Now – Perfekt ist jetzt |
| 2015 | Lukas Moodysson                                                                            | We Are the Best!                                     | Jim Mickle und Nick Damici für Cold in July Ari Folman für The Congress Paul Thomas Anderson für Inherent Vice – Natürliche Mängel Gary Hawkins für Joe – Die Rache ist sein Andrew Bovell für A Most Wanted Man |
| 2016 | Emma Donoghue                                                                              | Raum                                                 | Charlie Kaufman für Anomalisa Nick Hornby für Brooklyn – Eine Liebe zwischen zwei Welten Jesse Andrews für Ich und Earl und das Mädchen Donald Margulies für The End of the Tour |
| 2017 | Wiebke von Carolsfeld                                                                      | The Saver                                            | Kelly Reichardt für Certain Women Hannes Holm für Ein Mann namens Ove Nikolaj Arcel für Erlösung Hirokazu Koreeda für Unsere kleine Schwester Whit Stillman für Love & Friendship |
| 2018 | James Ivory                                                                                | Call Me by Your Name                                 | Virgil Williams und Dee Rees für Mudbound Mike Carey für The Girl with All the Gifts Jeff Baena für The Little Hours Brian Selznick für Wonderstruck |
| 2019 | Nicole Holofcener / Jeff Whitty                                                            | Can You Ever Forgive Me?                             | Desiree Akhavan und Cecilia Frugiuele für The Miseducation of Cameron Post David Kajganich für Suspiria Debra Granik und Anne Rosellini für Leave No Trace Jeremiah Zagar und Dan Kitrosser für We the Animals |
| 2020 | J.C. Lee / Julius Onah                                                                     | Luce                                                 | Jérémy Clapin und Guillaume Laurant für Ich habe meinen Körper verloren Gregory Bernstein, Sara Bernstein und Gavin Hood für Official Secrets Wanuri Kahiu und Jenna Bass für Rafiki |
| 2021 | Sarah Gubbins                                                                              | Shirley                                              | Charlie Kaufman und Ian Reid für I’m Thinking of Ending Things Patricia Rozema, Amy Nostbakken und Norah Sadava für Mouthpiece Nick Naveda und Julia Walton für Words on Bathroom Walls |